# Burkhard Monien
Burkhard Monien (Lyck, 23 de março de 1943) é um cientista da computação alemão.
Monien obteve um doutorado em 1969 na Universidade de Hamburgo, orientado por Lothar Collatz, com a tese Entwicklungssätze bei Operatorenbüscheln. Em 1975 foi professor da Universidade Técnica de Dortmund, sendo desde 1977 professor ordinário da Universidade de Paderborn. Aposentou-se em 30 de abril de 2008.
Recebeu em 1992 com Friedhelm Meyer auf der Heide o Prêmio Gottfried Wilhelm Leibniz.